# Виллупурам
Виллупурам (англ. Viluppuram) — город в индийском штате Тамилнад. Административный центр округа Виллупурам. Средняя высота над уровнем моря — 47 метров. По данным всеиндийской переписи 2001 года, в городе проживало 95 439 человек. Уровень грамотности взрослого населения составлял 75 % (при общеиндийском показателе 59,5 %).